# Gymnetina cretacea
Gymnetina cretacea är en skalbaggsart som beskrevs av Leconte 1863. Gymnetina cretacea ingår i släktet Gymnetina och familjen Cetoniidae. Inga underarter finns listade i Catalogue of Life.